# Cyanurate de triallyle
Le cyanurate de triallyle est un composé organique. C'est l'ester allylique de l'acide cyanurique, c'est donc un cyanurate.
Il peut être obtenu par trimérisation de cyanate d'allyle ou d'isocyanate d'allyle et peut être utilisé comme source du groupe allyle.

## Propriété
Tension de surface : 52,9 mN/m à 20 °C